# Grande Rivière de l’Anse Noire
Die Grande Rivière de l’Anse Noire (Black Bay River) ist ein Fluss auf der Karibikinsel St. Lucia.

## Geographie
Der Fluss entspringt im Hochland, an der Grenze der Quarter Laborie und Vieux Fort mit mehreren Quellbächen und verläuft in südlicher Richtung. Er verläuft durch das Gebiet von Macdomel und in der Nähe von Augier vereinigen sich die wichtigsten Quellbäche. Er mündet bei Black Bay in der Anse Noire (Black Bay) in den Atlantik.
Kurz vor der Mündung in Black Bay erhält er noch Zufluss durch die Ravine Languedoc und die Ravine Michel. Benachbarte Flüsse sind Piaye River im Westen und  im Osten der Vieux Fort River.
An den Quellbächen liegen die Wasserfälle Macdomel Waterfall und Banse Waterfalls and Pools.